# Kinyagigi
Kinyagigi ist ein Verwaltungsbezirk (englisch Ward) des Distrikts Singida (DC) in der tansanischen Region Singida.

## Geografie
Kinyagigi ist ein Bezirk im nördlichen Zentralteil von Tansania etwa 20 Kilometer Luftlinie nordöstlich der Regionshauptstadt Singida. Bei der Volkszählung 2022 lebten 11.695 Menschen in 2145 Haushalten auf einer Fläche von 74 Quadratkilometern.

### Nachbarbezirke
Der Bezirk grenzt an sechs Bezirke des Distrikts Singida (DC):
| Mrama   |                                             | Merya |
|         | Kompassrose, die auf Nachbargemeinden zeigt | Itaja |
| Kinyeto | Mughamo                                     | Mgori |

## Gliederung
Der Bezirk besteht aus vier Gemeinden (swahili Mtaa) mit 17 Orten (Kitongoji):
| Kinyagigi - Kinyagigi - Simbo - Milade - Mlungu - Mirungi | Mwanyonye - Mwamungwe - Mwamwembu - Mbuyuni - Sinawida | Mitula - Mitula - Mwakiteu - Bwabwaya - Mwalali | Kihunadi - Kihunadi - Mwamungu - Mabururu - Mwamisiange |

## Wirtschaft und Infrastruktur
- Aufforstung: In den Jahren 2012 bis 2014 wurden jeweils rund 20.000 Bäume gepflanzt.[8]
- Tierhaltung: Der Nutztierbestand liegt bei 4600 Rindern, 2900 Ziegen, 2600 Schafen und 18.000 Hühnern (Stand 2016).[8]
- Bildung: Die Nyeri Secondary School ist eine staatliche weiterführende Schule, die Tagesschüler bis zur 4. Stufe ausbildet.[9]
- Gesundheit: In Kinyagigi gibt es eine öffentliche Apotheke.[10]
- Verkehr: Durch den Südosten des Bezirks verläuft die asphaltierte Nationalstraße T14 von Singida nach Babati.[11]

## Sonstiges
Von Februar 2020 bis Oktober 2021 führte die finnische Botschaft ein Projekt zur Eindämmung der weibliche Genitalverstümmelung durch. In Kinyagigi und vier weiteren Bezirken des Distrikts wurden beinahe 30.000 Menschen angesprochen.